# Gai Cassi Longí (cònsol 171 aC)
Gai Cassi Longí (en llatí: Caius Cassius C. F. C. N. Longinus) va ser un magistrat romà d'ascendència incerta, però sens dubte membre de la família Cassi Longí.
L'any 173 aC va ser escollit decemvir per distribuir algunes terres de Ligúria. El 171 aC va ser elegit cònsol junt amb Publi Licini Cras i va obtenir com a províncies Itàlia i la Gàl·lia Cisalpina. Per obtenir glòria militar va intentar anar a Macedònia, on havia començat la Tercera Guerra Macedònica, i va passar per Il·líria, però el senat el va obligar a renunciar, ja que no es podia començar una guerra sense ordres estrictes, i va tornar a Itàlia. Mentre tornava, va saquejar sense pietat als escordiscs i altres pobles i va fer milers d'esclaus.
El 170 aC va ser legat a Macedònia del cònsol Aule Hostili Mancí i va ser acusat davant del Senat pels ambaixadors del rei gal Cincibilus, i pels enviats dels dels carns, istris i iapods, al·legant que els havia tractat com enemics quan havia passat pels seus territoris per anar a Macedònia. El Senat va trobar que les proves eren concloents i va dictaminar compensacions econòmiques i regals, però va considerar que no podia condemnar a un home de rang consular sense escoltar-lo, cosa que no podia fer, ja que estava absent per servir a l'estat.
L'any 154 aC va ser elegit censor amb Marc Valeri Messal·la. Els censors van construir un teatre que va ser enderrocat per ordre del Senat a petició de Publi Corneli Escipió Nasica Corculum, que va al·legar que es feia servir per representacions que atemptaven contra la moral pública.
Al capaltard de la seva vida va tenir un enfrontament judicial amb Marc Porci Cató Censorí. El discurs que va fer Cató en la seva defensa encara existia en temps d'Aulus Gel·li.